# Bastuträsket (Skellefteå socken, Västerbotten)
Bastuträsket är en sjö i Skellefteå kommun i Västerbotten och ingår i Skellefteälvens huvudavrinningsområde. Sjön är 27 meter djup, har en yta på 4,21 kvadratkilometer och är belägen 209 meter över havet. Sjön avvattnas av vattendraget Klintforsån. Vid provfiske har bland annat abborre, gers, gädda och lake fångats i sjön.

## Delavrinningsområde
Bastuträsket ingår i det delavrinningsområde (720991-171270) som SMHI kallar för Utloppet av Bastuträsket. Medelhöjden är 241 meter över havet och ytan är 36,19 kvadratkilometer. Räknas de 7 avrinningsområdena uppströms in blir den ackumulerade arean 87,04 kvadratkilometer. Klintforsån som avvattnar avrinningsområdet har biflödesordning 2, vilket innebär att vattnet flödar genom totalt 2 vattendrag innan det når havet efter 53 kilometer. Avrinningsområdet består mestadels av skog (77 procent). Avrinningsområdet har 4,3 kvadratkilometer vattenytor vilket ger det en sjöprocent på 11,9 procent.

## Fisk
Vid provfiske har följande fisk fångats i sjön:
- Abborre
- Gärs
- Gädda
- Lake
- Mört
- Sik
- Siklöja